# Sistema de navegació per satèl·lit

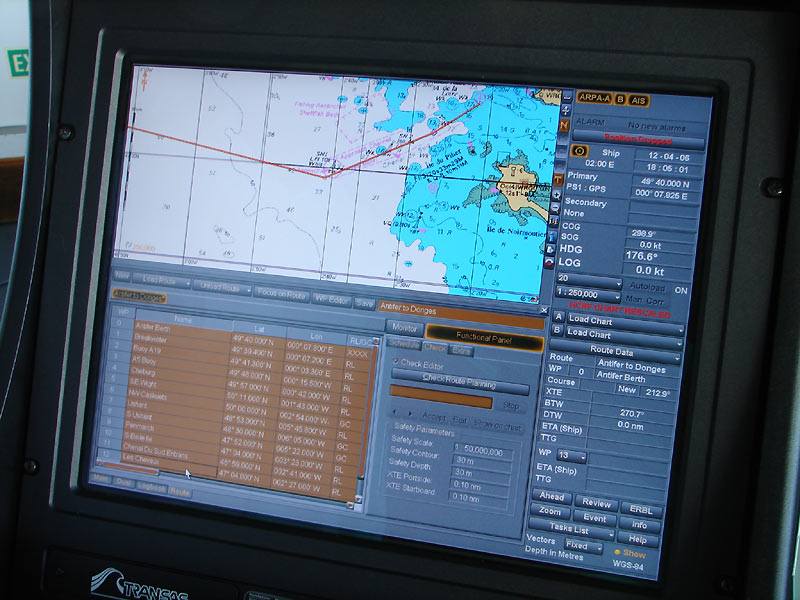
Sistema de navegació per satèl·lit amb carta nàutica electrònica d'un vaixell petrolier.

Un sistema de navegació per satèl·lit (o la sigla GNSS de l'anglès Global Navigation Satellite System) és una tecnologia basada en satèl·lits que proveeix d'informació de posicionament geoespacial a una escala global. Permet que petits receptors electrònics calculin la localització (longitud, latitud i altitud) amb una elevada precisió (amb un marge d'error de pocs metres) utilitzant els senyals de ràdio de diversos satèl·lits amb els quals tinguin línia de visió. El receptor recull els senyals sincronitzats enviats periòdicament pels satèl·lits i a través de diferents paràmetres (retard, desfasament, variacions en la freqüència) n'estableix la distància relativa. Coneixent la posició de diversos satèl·lits i coneixent la seva posició relativa es pot determinar, mitjançant tècniques similars a la triangulació, la posició del receptor. Els senyals també permeten calcular l'hora local amb una gran precisió, permetent la sincronització horària. Un sistema de navegació per satèl·lit amb xarxa amb cobertura global (a tot el planeta) s'anomena GNSS (acrònim en anglès de Global Navigation Satellite System).
Els receptors sovint incorporen un programari avançat que permet calcular rumbs i velocitat, així com combinar les coordenades rebudes amb mapes de carreteres o rutes marítimes i que faciliten el seguiment de rutes determinades. Alguns receptors fins i tot suggereixen els camins òptims a seguir. En alguns països es combinen les dades rebudes per satèl·lit amb altres canals d'informació (sovint ràdios d'emissió terrestre) que proporcionen l'estat del trànsit en totes les vies, obtenint de forma automàtica rutes per evitar aglomeracions de trànsit.
A data d'abril de 2013 només hi ha dos sistemes de navegació per satèl·lit amb cobertura global: el NAVSTAR Global Positioning System (GPS), operat pels Estats Units, i el sistema GLONASS operat per Rússia. Xina està en procés d'expansió del seu sistema, anomenat Beidou, i té planificat arribar a una cobertura global l'any 2020. El sistema Galileo de la Unió Europea es troba en la fase de desplegament inicial, amb previsió de plena operativitat a partir del 2020.

## Història i antecedents

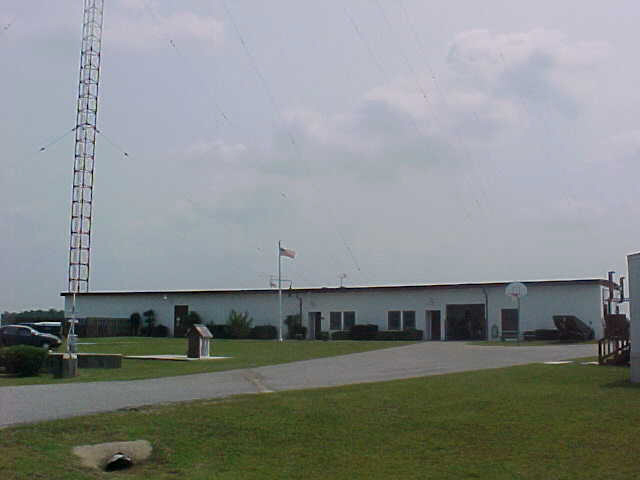
Estació LORAN a Malone, Florida.

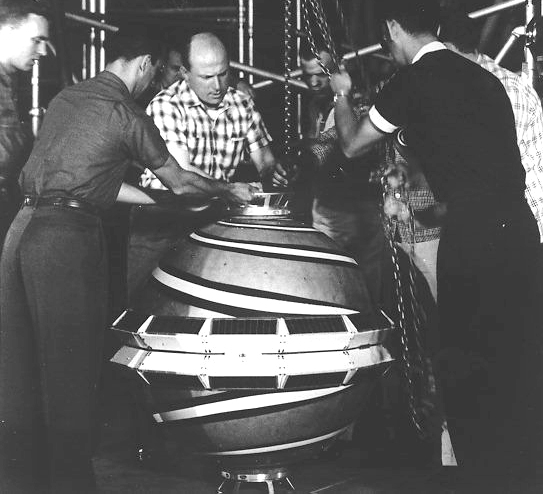
Satèl·lit Transit-1A

Un precursor primerenc dels sistemes de navegació per satèl·lit van ser els sistemes terrestres LORAN i Omega, que utilitzaven radiotransmissors de baixa freqüència (100 kHz) terrestres en comptes dels satèl·lits en òrbita. Aquests sistemes difonien un senyal de ràdio des d'una localització "mestra" coneguda, seguit per senyals repetits des d'un nombre d'estacions "esclaves". El retard entre la recepció i l'enviament del senyal en les estacions auxiliars era mesurat, permetent als receptors comparar el retard entre la recepció i el retard entre enviats. A través d'aquest mètode es pot conèixer la distància a cadascuna de les estacions auxiliars.
El primer sistema de navegació per satèl·lit va ser el Transit, un sistema desplegat per l'exèrcit dels Estats Units els anys 1960. La tecnologia emprada es basava en l'efecte Doppler. Els satèl·lits viatgen en trajectòries conegudes i difonen els seus senyals a una freqüència coneguda. La freqüència rebuda es diferencia lleugerament de la freqüència difosa a causa del moviment del satèl·lit respecte al receptor. Monitoritzant aquest canvi de freqüència a intervals curts, el receptor pot determinar la seva localització a un costat o l'altre del satèl·lit, la combinació de diverses d'aquestes mesures, unida a un coneixement exacte de l'òrbita del satèl·lit permetien fixar una posició concreta.
El sistema GPS va ser el primer sistema de navegació per satèl·lit global i el més utilitzat i conegut encara avui en dia. Va ser desenvolupat el 1973 per superar les limitacions dels sistemes anteriors El sistema GPS va ser creat i portat a terme pel Departament de Defensa dels Estats Units i originalment havia de comptar amb 24 satèl·lits. L'any 1995 va arribar a l'estat operatiu obrint-se també més tard als usos civils.
Tot i això el sistema Glonass també es va desenvolupar des de l'any 1968 i s'ha anat modernitzant fins a ser un sistema d'abast mundial i ús públic a partir del 2013.

## Teoria i característiques fonamentals
La radionavegació per satèl·lit es basa en el càlcul d'una posició sobre la superfície terrestre mesurant les distàncies d'un mínim de tres satèl·lits de posició coneguda. Un quart satèl·lit aportarà, a més, l'altitud. La precisió de les mesures de distància determina l'exactitud de la ubicació final. A la pràctica, un receptor capta els senyals de sincronització emesa pels satèl·lits que conté la posició del satèl·lit i el temps exacte en què aquesta va ser transmesa. La posició del satèl·lit es transmet en un missatge de dades que se superposa en un codi que serveix com a referència de la sincronització. Empra un motor de correlació que ho calcula directament en un maquinari especialitzat.

Comparació de les Orbites geoestacionària, GPS, GLONASS, Galileo, Compass (MEO), Estacio Espacial Internacional (ISS), Telescopi espacial Hubble, Constel·lació d' Iridium i orbites de Gravetat. Amb els cinturons de radiació Van Allen i la Terra a escala.^{[a]} La orbita de la lluna es unes 9 vegades mes gran que la geoestacionària.^{[b]} (In the SVG file, hover over an orbit or its label to highlight it; click to load its article.)

La precisió de la posició depèn de l'exactitud de la informació del temps, cal que la mesura d'aquest sigui exacte en els diferents satèl·lits per calcular diferències en el senyal molt petites. Només els cronòmetres atòmics proveeixen la precisió requerida de l'ordre de nanosegons (10-9 s). Per això el satèl·lit utilitza un rellotge atòmic per estar sincronitzat amb la resta de satèl·lits del sistema. El receptor compara el temps de la difusió, que s'envia codificat amb la transmissió, amb el temps de la recepció, mesurat pel mateix rellotge, obtenint el "temps de vol" del senyal des del primer satèl·lit. 
Aquests cronòmetres constitueixen un element tecnològic fonamental a bord dels satèl·lits que conformen les constel·lacions GNSS i poden contribuir a definir patrons de temps internacionals. La sincronització es millorarà amb la inclusió del senyal emès per un quart satèl·lit. En el disseny de la constel·lació de satèl·lits es presta atenció especial a la selecció del nombre d'aquests i a les seves òrbites, perquè sempre estiguin visibles en quantitat suficient des de qualsevol lloc de la superfície terrestre i així assegurar la disponibilitat i precisió del senyal.

Encreuament del senyal de 3 satèl·lits.

Cada mesura de la distància posa al receptor en una semiesfera d'ones de ràdio que permeten calcular la separació amb el satèl·lit emissor. Prenent diverses mesures i després buscant el punt on es tallen, s'obté la posició. No obstant això, en el cas d'un receptor mòbil que es desplaça ràpidament, la posició del senyal es mou mentre que els senyals de diversos satèl·lits són rebuts. A més, els senyals de ràdio es retarden una mica quan passen a través de la ionosfera. El càlcul bàsic procura trobar la línia tangent més curta a quatre semiesferes centrades en quatre satèl·lits. Els receptors de navegació per satèl·lit redueixen els errors usant combinacions de senyals de múltiples satèl·lits i correlacions múltiples, utilitzant llavors tècniques com filtres de Kalman per combinar les dades parcials, afectats per soroll i en constant canvi, en una sola estimació de posició, temps i velocitat.

## Sistemes de Posicionament per Satèl·lits actuals
Actualment, el Sistema de Posicionament Global (GPS) dels Estats Units d'Amèrica i el Sistema Orbital Mundial de Navegació per Satèl·lit (GLONASS) de la Federació Russa són els únics que formen part del concepte GNSS. El Panell de Sistemes de Navegació (NPS), l'ens de l'Organització Internacional d'Aviació Civil encarregat d'actualitzar els estàndards i pràctiques recomanades del GNSS, té en el seu programa de treball corrent l'estudi de l'addició del sistema de navegació per satèl·lit Galileo desenvolupat per la Unió Europea.
Altres sistemes de navegació satelital que podrien ser o no adoptats internacionalment per a l'aviació civil com a part del GNSS i que estan en procés de desenvolupament són el Beidou/Compass Navigation Test System de la República Popular de la Xina, el QZSS (Quasi-Zenith Satellite System) del Japó i el IRNSS (Indian Regional Navigation Satellite System) de l'Índia.

### NAVSTAR-GPS

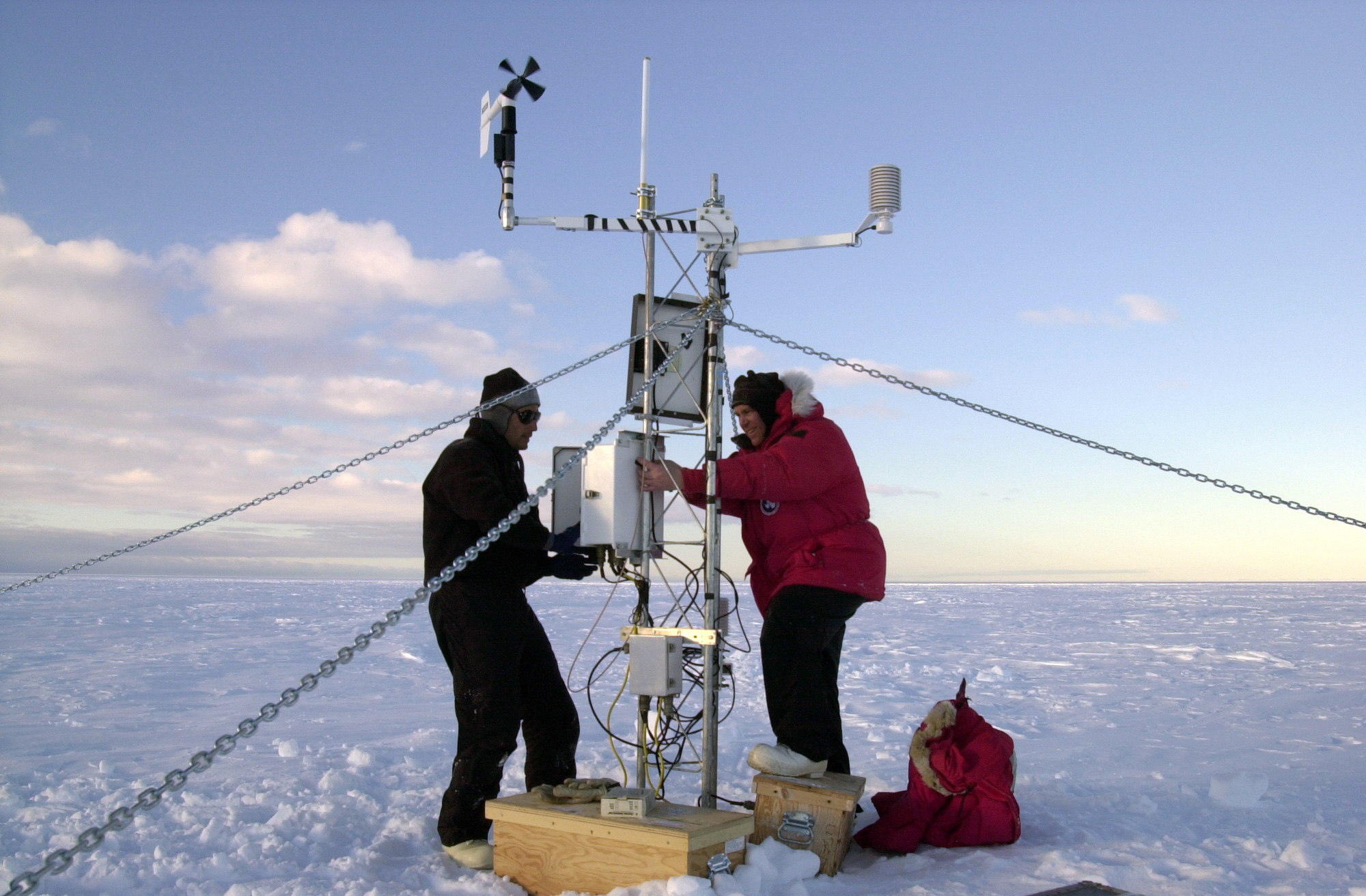
Investigadors instal·len instrumental meteorològic i un receptor GPS sobre l'iceberg B-15A.

El  NAVSTAR-GPS  (Navigation System and Ranging - Global Position System), conegut simplement com a GPS, és un sistema de radionavegació basat en satèl·lits que utilitza mesures de distància precises de satèl·lits GPS per determinar la posició (el GPS té un error nominal en el càlcul de la posició d'aproximadament 15 m) i l'hora arreu del món. El sistema és operat pel Departament de Defensa del Govern dels Estats Units. El sistema està format per una xarxa de 24 a 27 satèl·lits que es mouen en òrbita a 20.000 km aproximadament, al voltant de sis plans amb una inclinació de 55 graus.

### GLONASS
El  Sistema Mundial de Navegació per Satèl·lits  (GLONASS) proporciona determinacions tridimensionals de posició i velocitat basades en els mesuraments del temps de trànsit i de desviació Doppler dels senyals de ràdio freqüència (RF) transmesos pels satèl·lits GLONASS. El sistema és operat pel Ministeri de Defensa de la Federació Russa i ha estat utilitzat com a reserva per alguns receptors comercials de GPS.
Després del desmembrament de la Unió Soviètica i a causa de la manca de recursos, el sistema va perdre operativitat en no reemplaçar els satèl·lits. En l'actualitat (2019) el govern rus amb participació de socis privats, ha aconseguit que la xarxa GLONASS torni a estar operativa completament i pugui donar servei al mateix nivell que GPS, tot millorant el posicionament als pols, degut a la distribució dels seus satèl·lits.

## Sistemes de Posicionament per satèl·lit en projecte
Actualment diversos països intenten desenvolupar sistemes propis; com és el cas de la Xina, Japó, Índia, França o Europa.

### Galileo
Galileo  és la iniciativa de la Unió Europea i l'Agència Espacial Europea, que van acordar desenvolupar un sistema de radionavegació per satèl·lit d'última generació i d'abast mundial propi, que brinda un servei d'ubicació a l'espai precís i garantit, sota control civil.
El sistema Galileo, amb un cost estimat de 300.000 milions d'euros, comprendrà una xarxa de 30 satèl·lits dividits en tres òrbites circulars, a una altitud d'aproximadament 24.000 km, que cobriran tota la superfície del planeta. Aquests estaran recolzats per una xarxa mundial d'estacions terrestres. El primer satèl·lit va ser llançat el 28 de desembre de 2005 i s'espera que el sistema estigui completament operatiu a partir del 2020 (amb un retard important sobre l'inicialment previst). Galileo serà compatible amb la propera generació de NAVSTAR-GPS que estarà operativa a partir del 2012. Els receptors podran combinar els senyals de 30 satèl·lits de Galileo i 28 del GPS, augmentant la precisió de les mesures.

### Beidou
Beidou  és un sistema de navegació per satèl·lit regional desenvolupat per la Xina. Aquesta versió amb cobertura a l'Àsia oriental i l'Oceà Pacífic compta amb 10 satèl·lits i va ser completada el desembre de 2011. Actualment estan ampliant la xarxa per esdevenir un sistema global amb previsió de completar-ho el 2020. Aquest sistema global s'anomenarà Compass.

## Aplicacions

### Ús militar

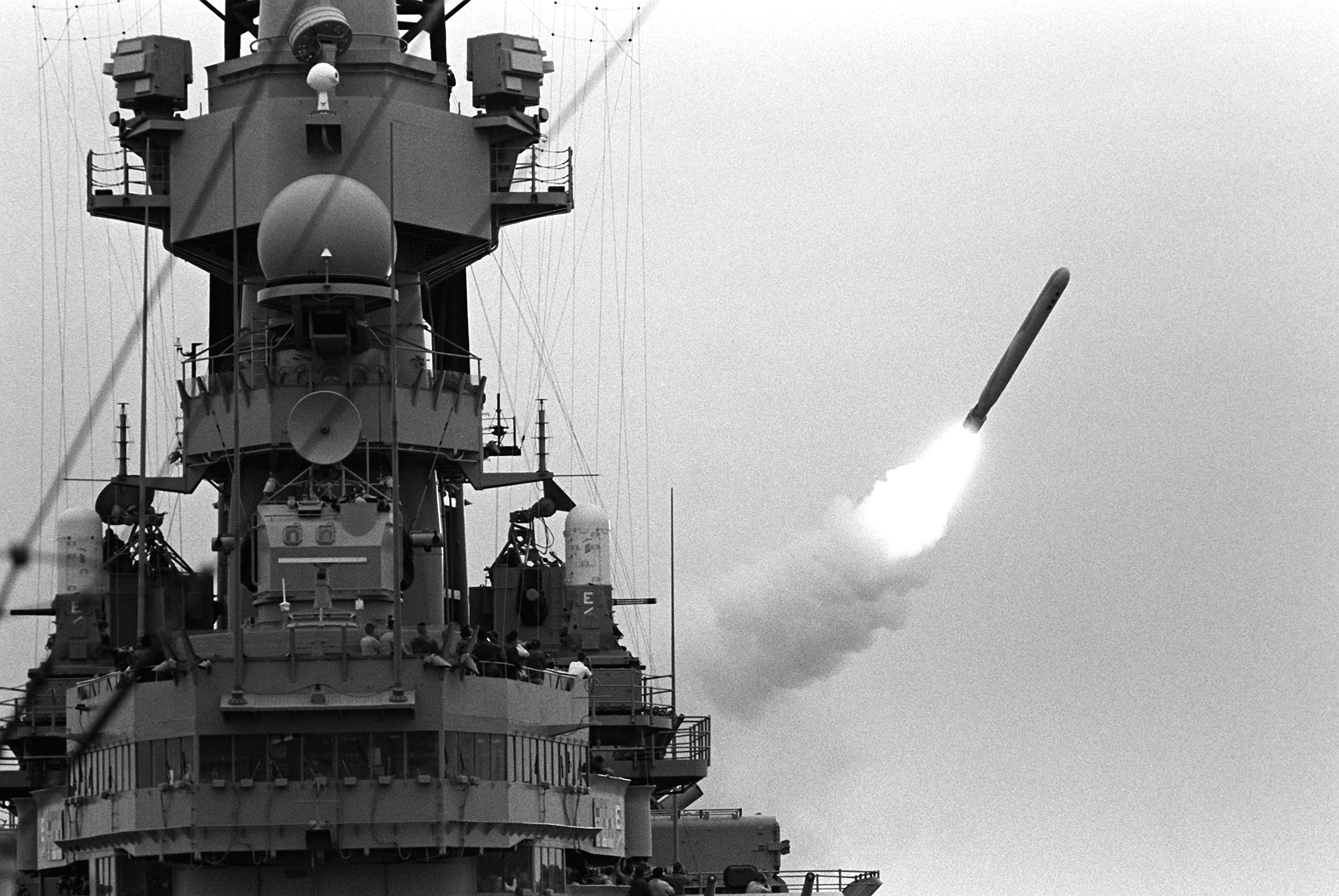
El guiat de precisió fins a l'objectiu de míssils i bombes intel·ligents és un dels usos militars dels GNSS.

L'origen de la navegació per satèl·lit va ser militar, permetent un salt qualitatiu en la precisió de la localització dels mateixos efectius i en el guiatge d'armes ofensives. La navegació per satèl·lit permet arribar a una precisió molt major que les tecnologies inercials i de ràdio terrestre anteriors.

### Usos civils

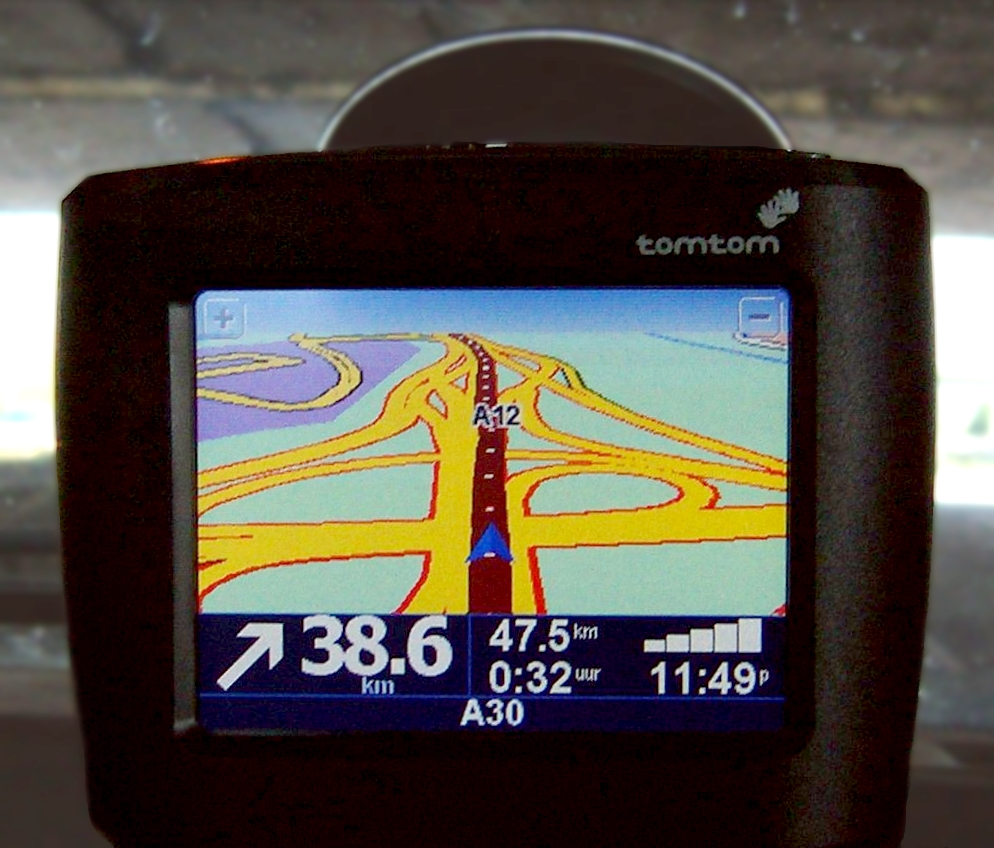
Navegador d'una automòbil.

Algunes de les aplicacions civils on s'utilitzen els senyals GNSS són les següents:
- Localització i navegació assistida per a mitjans de transport (automòbils, camions, vaixells, etc.) així com desplaçaments a peu.
- Sincronització horària.
- Geolocalització de fotografies.
- Sistemes de localització per emergències.
- Seguiment dels dispositius usats en el control i conservació de fauna.
- Geomàtica.

#### Navegació aèria
La navegació aèria es considera el GNSS com un sistema mundial de determinació de la posició i l'hora, que inclou les xarxes principals de satèl·lits, els receptors instal·lats en l'aeronau, el control i supervisió d'integritat del sistema, i els sistemes d'augment que milloren les capacitats.
Aquests són reconeguts per l'Organització d'Aviació Civil Internacional (OACI) com un element clau en els sistemes de Comunicacions, Navegació i Vigilància que recolzen el control del trànsit aeri (CNS/ATM), així com un fonament sobre el qual els estats poden subministrar serveis de navegació aeronàutics millorats. Els estats que autoritzen operacions GNSS són els responsables de determinar si el mateix satisfà els requisits d'actuació requerits per a aquesta activitat a l'espai aeri de la seva competència i de notificar als usuaris quan aquesta actuació no compleix amb aquests.
S'està implantant el GNSS en la navegació aèria de forma gradual. Quan els sistemes GNSS estiguin completament desenvolupats, es preveu que pugui ser utilitzat sense requerir ajuda de qualsevol altre sistema de navegació convencional, des de l'enlairament fins a completar un aterratge de precisió Categoria I, II o III, és a dir, en totes les fases de vol.

## Sistemes d'augmentació GNSS

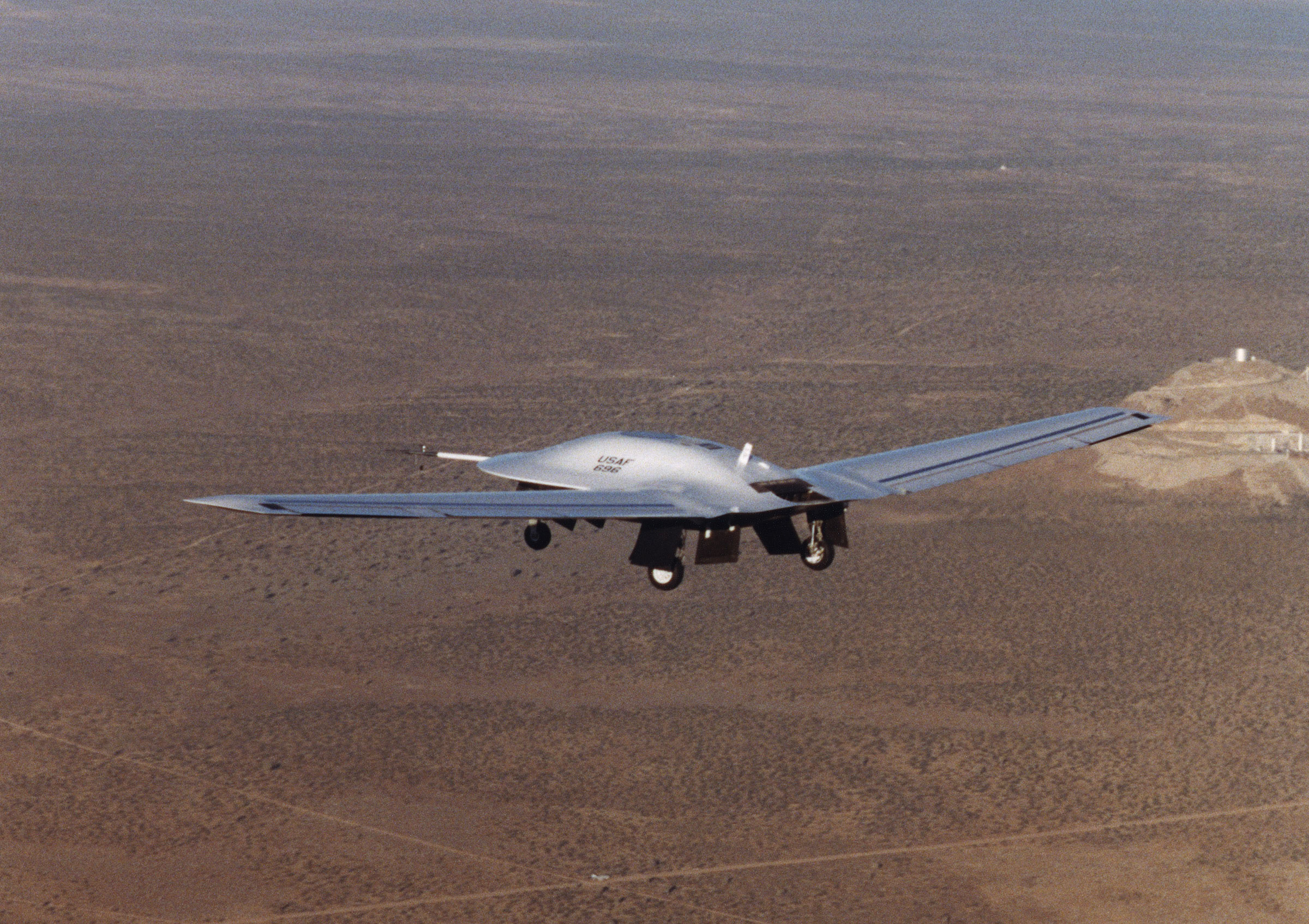
Avió espia no tripulat DarkStar Tier III de l'exèrcit dels EUA El seu aterratge es porta a terme automàticament mitjançant GPS diferencial.

Les constel·lacions de GPS i GLONASS no es van elaborar per satisfer els requisits estrictes (precisió, integritat, disponibilitat i continuïtat) de la navegació aèria per instruments (IFR). Una explicació breu del significat dels requisits operacionals és la següent:
- Exactitud: Diferència entre la posició estimada i la real (mesura d'errors).
- Integritat: Confiança sobre la informació total proporcionada (alertes de no utilització).
- Continuïtat: Funcionament sense interrupcions no programades.
- Disponibilitat: És la part del temps durant la qual el sistema presenta simultàniament l'exactitud, integritat i continuïtat requerides.

Per garantir que els GNSS actuals compleixin aquests requisits en totes les fases del vol (des de l'enlairament, en ruta, fins a un aterratge de precisió), per al GPS i GLONASS calen tecnologies complementàries d'"augmentació" per tal de millorar les seves característiques.
Tres sistemes d'augmentació, el sistema basat en l'aeronau (Aircraft Based Augmentation System - ABAS), el basat en terra (Ground Based Augmentation System - GBAS), i el basat en satèl·lits (Satellite Based Augmentation system - SBAS), s'han dissenyat i normalitzat per superar les limitacions inherents als GPS.
Per a aplicacions en temps real, les correccions dels paràmetres dels satèl·lits GNSS existents (GPS i GLONASS) hauran de ser transmeses als usuaris a través d'equips de ràdio VHF (GBAS) o si cal una àmplia cobertura a través de satèl·lits geoestacionaris que emetin pseudocodi amb informació de correcció (SBAS).

### Augmentació basada en l'aeronau (ABAS)
Tecnologia basada en sistema integrats en l'aviònica de l'aeronau. Entre els sistemes que atorguen aquesta augmentació als receptors GPS hi ha els sistemes de receptor amb Supervisió Autònoma de la Integritat i la funció de Detecció d'Errors i Exclusió. Els ABAS proporcionen la integritat requerida per utilitzar el GPS com a mitjà únic suplementari i principal de navegació durant la sortida, en ruta, l'arribada i per aproximacions de precisió i no-precisió.

### Augmentació obtinguda a partir de terra (GBAS)
GBAS és un terme que comprèn tots els sistemes d'augmentació basats en estacions terrestres. Es diferencien dels SBAS en el fet que no depenen de satèl·lits geoestacionaris, pel fet que el GBAS no està dissenyat per donar servei sobre àmplies regions geogràfiques.

### Augmentació obtinguda a partir de satèl·lits (SBAS)
SBAS és un terme que comprèn tots els sistemes d'augmentació basats en satèl·lits que estan en desenvolupament. Els sistemes SBAS que s'estan implementant són el WAAS (Estats Units), l'EGNOS (Unió Europea) i l'MSAS (Japó). Es troben en procés de desenvolupament sistemes amb funcions equiparables a l'Índia, Xina i Llatinoamèrica.

## Vulnerabilitats dels sistemes de posicionament per satèl·lits
Un dels inconvenients d'aquests sistemes de navegació és el seu elevat cost, ja que per garantir una cobertura mínima són necessaris més de 20 satèl·lits operatius. A més, per a poder determinar la posició exacta de cadascun es necessita una sincronia quasi-perfecta dels rellotges atòmics de bord. Tant el sistema GPS com el GLONASS proporcionen una baixa fiabilitat en la determinació d'alçades, per tant no són vàlids per a utilitzar-se en navegació aeronàutica com a únic sistema. L'EGNOS és un sistema de navegació mitjançant satèl·lits geoestacionaris que permet, en combinació amb els altres sistemes d'informació complementària, determinar posicions molt més precises.
La vulnerabilitat més notable dels GNSS és la possibilitat de ser interferida el senyal de ràdio (la interferència existeix a totes les bandes de radionavegació). Hi ha diverses fonts de possible interferència, tant dins de la banda de freqüències utilitzada com fora d'aquesta, particularment per enllaços de microones terrestres punt a punt permesos per diversos estats (1559 - 1610 MHz).
Els senyals dels sistemes GNSS són vulnerables a causa de la potència relativament baixa del senyal rebut, ja que provenen de satèl·lits i cada senyal cobreix una fracció significativament gran de la superfície terrestre.
En aviació, les normes i mètodes recomanats (SARPS) de l'OACI per als GNSS exigeixen un nivell de rendiment específic en presència de nivells d'interferència definits per la màscara d'interferència del receptor. Aquests nivells d'interferència són generalment d'acord amb el reglament de la Unió Internacional de Telecomunicacions (UIT). La interferència de nivells superiors a la màscara pot causar pèrdua de servei però no es permet que aquesta interferència resulti en informació perillosa o que indueixi a error.
Les interferències poden ser voluntàries o involuntàries.

### Interferència involuntària
La probabilitat i conseqüències operacionals d'aquesta interferència varien amb el medi. No es considera una amenaça important sempre que els estats exerceixin el control i protecció adequats de l'espectre electromagnètic, tant per a les atribucions de freqüències existents com noves. A més, la introducció de nous senyals GNSS en noves freqüències assegurarà que la interferència no intencional no provoqui la pèrdua completa del servei (sortida), encara que experimenti cert deteriorament en el seu rendiment.
S'ha determinat que la major part dels casos d'interferència de GNSS notificats prové dels sistemes de bord i l'experiència amb la instal·lació del GNSS ha permès identificar diverses fonts d'interferència involuntària. Els dispositius electrònics portàtils també poden causar interferència al GNSS i altres sistemes de navegació.
Les fonts terrestres d'interferència inclouen actualment les comunicacions VHF mòbils i fixes, enllaços de ràdio punt a punt a la banda de freqüències GNSS, harmòniques d'estacions de televisió, certs sistemes de radar, sistemes de comunicacions mòbils per satèl·lit i sistemes militars. Les ciutats grans amb fonts considerables d'interferència de radiofreqüències, els llocs industrials, etc., Són més propensos a la interferència involuntària que les regions remotes, on aquesta interferència és molt poc factible. La probabilitat d'aquesta interferència depèn de la reglamentació estatal de l'espectre, de l'administració de freqüències i del seu compliment a cada estat o regió.

### Interferència intencional
A causa de la seva poca potència, els senyals dels GNSS poden bloquejar amb transmissors de baixa potència. Encara que no s'han registrat casos de bloqueig intencional dirigit a aeronaus civils, per exemple, la possibilitat d'obstrucció intencional del senyal ha de considerar i avaluar com una amenaça. Si l'impacte és mínim, l'amenaça potencial és baixa, ja que no hi ha motivació per interferir. La magnitud de l'impacte potencial pot augmentar segons el GNSS tingui més aplicacions i es depengui més d'aquest sistema.
La interferència per simulació de senyals (spoofing) és la corrupció intencional de senyals de navegació perquè l'aeronau es desviï i segueixi una trajectòria de vol falsa. La simulació de senyals de GNSS per satèl·lit és tecnològicament molt més complexa que la simulació de radioajudes sa la navegació convencionals basades en terra. La simulació de radiodifusió de dades GBAS és tan difícil com la simulació de radioajudes d'aterratge convencionals.
Tot i que la interferència per simulació de senyals teòricament pot induir a una aeronau determinada a errors de navegació, és molt probable que es detecti amb procediments normals (Per exemple, vigilant la trajectòria de vol i la distància als punts de recorregut o mitjançant vigilància radar). Els sistemes d'advertència de proximitat del terreny (GPWS) i anticol·lisió de bord (ACAS) donen protecció addicional contra col·lisions amb el terreny i amb altres aeronaus. En vista de la dificultat d'interferir per simulació amb els GNSS, no es consideren necessàries mesures operacionals singulars per mitigar-la.

### Efectes ionosfèrics i altres efectes atmosfèrics
Les precipitacions fortes només atenuen els senyals de satèl·lit GNSS una petita fracció de dB i no n'afecta la utilització operacional. Els efectes troposfèrics es tracten mitjançant el disseny del sistema i no representen un aspecte de vulnerabilitat. Però hi ha dos fenòmens ionosfèrics que sí que s'han de considerar:
- Canvis ionosfèrics ràpids i grans . A prop de l'equador geomagnètic s'observen freqüentment canvis ràpids i grans a la ionosfera, però el seu efecte no és prou gran per a afectar les operacions en ruta ni les d'aproximacions que no són de precisió. Els canvis ionosfèrics causen errors de telemetria que cal tenir en compte en el disseny del sistema donat es poden mitigar amb l'ús de sistemes d'augmentació GNSS (SBAS, ABAS, GBAS), encara que poden limitar els serveis GBAS i SBAS que proporcionin a la regió equatorial i utilitzen una freqüència GNSS única.

- El centelleig ionosfèric . Aquest és insignificant en les latituds mitjanes però en les regions equatorials, i en menor grau en les altes latituds, aquest pot causar la pèrdua temporal dels senyals d'un o més satèl·lits. L'experiència operacional en les regions equatorials ha demostrat que la probabilitat de pèrdua del servei GNSS actual és poca a causa del nombre relativament gran de satèl·lits a la vista. El centelleig pot interrompre la recepció de la radiodifusió dels satèl·lits d'òrbita geoestacionària (GEO) del SBAS, però és poc probable que provoqui la pèrdua completa del servei GNSS i pot mitigar amb l'agregat de nous senyals i satèl·lits.

### Altres vulnerabilitats
També cal considerar les vulnerabilitats dels segments terrestre i espacial del GNSS. Hi ha el risc de nombre insuficient de satèl·lits en una xarxa donada a causa de la manca de recursos per mantenir-la, errors en els llançaments o de satèl·lit. Una decisió del segment de control de la xarxa o un error humà poden arribar a causar la fallada de múltiples satèl·lits simultàniament.
Un altre risc és la interrupció del servei o la seva degradació durant una situació d'estat d'emergència nacional. Els països que proveir senyals per a la navegació per satèl·lit poden negar la seva disponibilitat, és el que s'anomena disponibilitat selectiva. El propietari d'un sistema de navegació per satèl·lit té la capacitat de degradar o eliminar serveis basats en els satèl·lits de la navegació sobre qualsevol territori que desitgi. Així, si la navegació per satèl·lit es converteix en un servei essencial, els països sense els seus propis sistemes de navegació per satèl·lit es convertiran en clients dels estats que proveeixin aquests serveis.
En el cas del trànsit aeri si la denegació de senyal és regional, es bloquejarien tots els senyals civils de GNSS i l'espai aeri afectat estaria tancat al trànsit aeri civil.

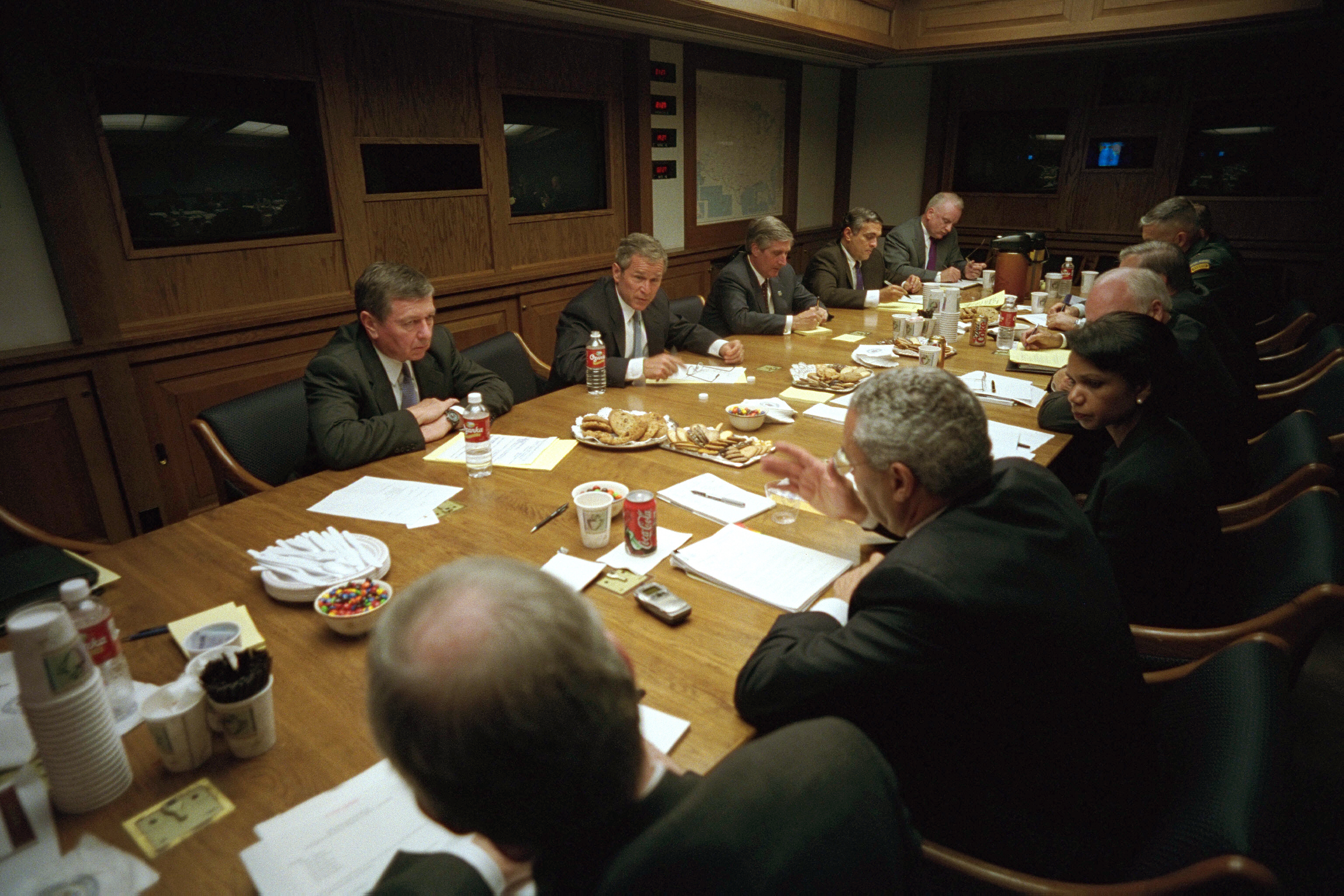
Els països proveïdors de serveis GNSS poden modificar o denegar aquests davant situacions d'emergència. A la imatge, el president nord-americà George W. Bush reunit amb el Consell de Seguretat Nacional després dels atemptats de l'11 setembre de 2001.

Els nous senyals i xarxes principals de satèl·lits reduiran considerablement la vulnerabilitat del GNSS. La utilització de senyals més forts i les freqüències diverses planejades per al GPS, el GLONASS i Galileo s'eliminaran efectivament el risc d'interferència involuntària, ja que és molt poc probable que una font de tal interferència afecti simultàniament a més d'una freqüència.
Més satèl·lits (fins i tot diversos sistemes diferenciades) permeten eliminar el risc d'interrupcions completes del GNSS degudes al centelleig i la multiplicitat de freqüències mitigarà l'efecte dels canvis ionosfèrics. Els futurs satèl·lits geoestacionaris mitigaran l'efecte de la ionosfera al SBAS usant satèl·lits les línies visuals estiguin separades si més no a 45°.
Els senyals més robustos i les noves freqüències del GNSS fan més difícil interferir intencionadament amb tots els serveis GNSS. Més xarxes de satèl·lits redueixen el risc de fallada del sistema, d'errors operacionals o d'interrupcions del servei. També poden seguir proporcionant servei mundial en el cas poc probable que el proveïdor d'un element de GNSS modifiqui o denegui el servei a causa de situacions de règims d'excepció d'un estat.
L'administració i un finançament del sistema són essencials per a l'operació contínua dels serveis GNSS i per mitigar les vulnerabilitats del sistema esmentades, excepte la possible interrupció global del servei deguda a una emergència nacional. Un mitjà efectiu de mitigar la vulnerabilitat d'interrupció global és que els proveïdors de serveis adoptin una política de denegació regional en cas d'emergència nacional.